# Quốc tang

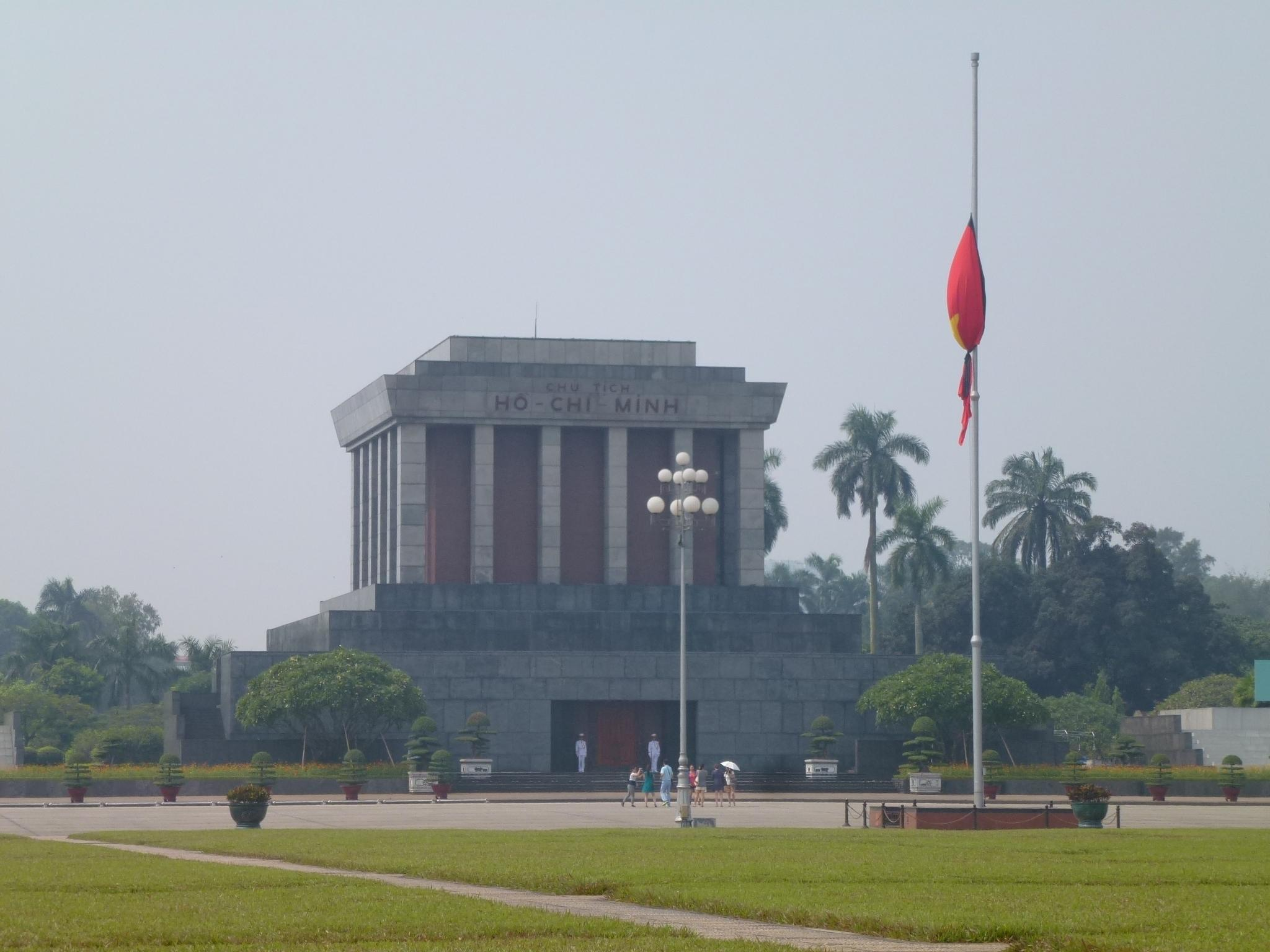
Quốc kì Việt Nam được rủ xuống tại lễ quốc tang Đại tướng Võ Nguyên Giáp ngày 13 tháng 10 năm 2013.

Quốc tang là một dịp xảy ra với một ngày hay vài ngày, hay có thể là một tuần tang lễ được chính phủ của quốc gia chỉ định với những hoạt động tưởng nhớ cá nhân hay tập thể những người đã mất. Những người được tưởng nhớ thông thường là cá nhân xuất sắc có đóng góp lớn xã hội hay những người thiệt mạng trong vụ thiên tai lớn.
Tùy theo tình hình xã hội ở từng nước, lễ quốc tang sẽ được tổ chức với phong tục tập quán khác nhau.
Lúc đấy quốc kì quốc gia đấy được rủ xuống để tưởng nhớ.

## Một số lễ quốc tang chính thức trên thế giới
Danh sách này chưa hoàn thành.
| Nhân vật                                                            | Quốc gia                             | Chức vụ | Số ngày tang lễ | Ngày tháng năm tổ chức quốc tang |
| ------------------------------------------------------------------- | ------------------------------------ | --- | --------------- | -------------------------------- |
| Mustafa Kemal Atatürk                                               | Thổ Nhĩ Kỳ                           | Tổng thống | 1               | 21/11/1938                       |
| Franklin D. Roosevelt                                               | Hoa Kỳ                               | Tổng thống | 1               | 14/04/1945                       |
| Mahatma Gandhi                                                      | Ấn Độ                                | Lãnh tụ tinh thần, quốc phụ | 1               | 06/02/1948                       |
| Iosif Vissarionovich Stalin                                         | Liên Xô                              | Chủ tịch Hội đồng Bộ trưởng, Nguyên Tổng bí thư | 5               | 05/03/1953-09/03/1953            |
| Wilhelmina                                                          | Hà Lan                               | Nữ vương | 5               | 08/12/1962                       |
| John F. Kennedy                                                     | Hoa Kì                               | Tổng thống | 2               | 24/11/1963-25/11/1963            |
| Winston Churchill                                                   | Anh Quốc                             | Thủ tướng | 1               | 30/01/1965                       |
| Yoshida Shigeru                                                     | Nhật Bản                             | Thủ tướng | 1               | 31/10/1967                       |
| Hồ Chí Minh                                                         | Việt Nam                             | Chủ tịch nước, Chủ tịch Đảng Cộng sản Việt Nam | 7               | 05/09/1969-10/09/1969            |
| Lyndon B. Johnson                                                   | Hoa Kì                               | Tổng thống | 2               | 24/01/1973-25/01/1973            |
| Tưởng Giới Thạch                                                    | Đài Loan                             | Tổng thống | 30              | 06/04/1975-06/05/1975            |
| Satō Eisaku                                                         | Nhật Bản                             | Thủ tướng | 1               | 16/06/1975                       |
| Chu Ân Lai                                                          | Trung Quốc                           | Thủ tướng Quốc vụ viện | 1               | 15/01/1976                       |
| Chu Đức                                                             | Trung Quốc                           | Nguyên soái, Ủy viên trưởng Ủy ban Thường vụ Nhân Đại, Tổng tư lệnh | 1               | 17/07/1976                       |
| Mao Trạch Đông                                                      | Trung Quốc                           | Chủ tịch nước, Chủ tịch Đảng Cộng sản Trung Quốc | 10              | 09/09/1976-18/09/1976            |
| Nguyễn Lương Bằng                                                   | Việt Nam                             | Phó Chủ tịch nước | 1               | 23/07/1979                       |
| Park Chung-hee                                                      | Hàn Quốc                             | Tổng thống | 8               | 27/10/1979-03/11/1979            |
| Tôn Đức Thắng                                                       | Việt Nam                             | Chủ tịch nước | 4               | 31/03/1980-03/04/1980            |
| Lưu Thiếu Kỳ                                                        | Trung Quốc                           | Chủ tịch nước | 1               | 17/05/1980 (Mất 17/06/1969)      |
| Tống Khánh Linh                                                     | Trung Quốc                           | Chủ tịch nước danh dự, Quyền Ủy viên trưởng Ủy ban Thường vụ Nhân Đại | 2               | 03/06/1981-04/06/1981            |
| Leonid Ilyich Brezhnev                                              | Liên Xô                              | Tổng bí thư, Chủ tịch Đoàn Chủ tịch Xô Viết Tối cao | 4               | 12/11/1982-15/11/1982            |
| Lê Duẩn                                                             | Việt Nam                             | Tổng Bí thư Đảng Cộng sản Việt Nam | 4               | 11/07/1986-15/07/1986            |
| Diệp Kiếm Anh                                                       | Trung Quốc                           | Nguyên soái, Ủy viên trưởng Ủy ban Thường vụ Nhân Đại | 1               | 29/10/1986                       |
| Trường Chinh                                                        | Việt Nam                             | Tổng Bí thư Đảng Cộng sản Việt Nam, Chủ tịch Hội đồng nhà nước, Chủ tịch Quốc hội | 5               | 02/10/1988-06/10/1988            |
| Hirohito                                                            | Nhật Bản                             | Thiên hoàng | 1               | 24/02/1989                       |
| Hồ Diệu Bang                                                        | Trung Quốc                           | Tổng bí thư | 1               | 22/04/1989                       |
| Lê Đức Thọ                                                          | Việt Nam                             | Cố vấn Ban Chấp hành Trung ương Đảng, thường trực Ban Bí thư | 2               | 16/10/1990-17/10/1990            |
| Kim Nhật Thành                                                      | Triều Tiên                           | Chủ tịch nước | 10              | 08/07/1994-17/07/1994            |
| Luật sư Nguyễn Hữu Thọ                                              | Việt Nam                             | Quyền Chủ tịch nước, Chủ tịch Quốc hội | 2               | 29/12/1996-30/12/1996            |
| Đặng Tiểu Bình                                                      | Trung Quốc                           | Chủ nhiệm Ủy ban Cố vấn Trung ương Đảng Cộng sản Trung Quốc, Chủ tịch Ủy ban Quân sự Trung ương Đảng Cộng sản Trung Quốc, Chủ tịch Ủy ban Quân sự Trung ương Cộng hòa Nhân dân Trung Hoa | 7               | 24/02/1997-02/03/1997            |
| Mẹ Teresa                                                           | Ấn Độ                                | Nữ tu Công giáo Roma | 1               | 13/09/1997                       |
| Nguyễn Văn Linh                                                     | Việt Nam                             | Tổng Bí thư Đảng Cộng sản Việt Nam | 1               | 28/04/1998-29/04/1998            |
| Lê Quang Đạo                                                        | Việt Nam                             | Chủ tịch Quốc hội | 1               | 28/07/1999                       |
| Phạm Văn Đồng                                                       | Việt Nam                             | Thủ tướng Chính phủ | 2               | 05/05/2000-06/05/2000            |
| Ronald Reagan                                                       | Hoa Kì                               | Tổng thống | 3               | 09/06/2004-11/06/2004            |
| Giáo hoàng Gioan Phaolô II                                          | Vatican                              | Giáo hoàng | 1               | 08/04/2005                       |
| Gerald Ford                                                         | Hoa Kì                               | Tổng thống | 5               | 30/12/2006-03/01/2007            |
| Võ Văn Kiệt                                                         | Việt Nam                             | Thủ tướng Chính phủ | 2               | 14/06/2008-15/06/2008            |
| Corazon Aquino                                                      | Philippines                          | Tổng thống | 10              | 01/08/2009-10/08/2009            |
| Võ Chí Công                                                         | Việt Nam                             | Chủ tịch Hội đồng nhà nước | 2               | 10/09/2011-11/09/2011            |
| Kim Chính Nhật                                                      | Triều Tiên                           | Tổng Bí thư Đảng Lao động Triều Tiên, Chủ tịch Hội đồng quốc phòng Triều Tiên | 13              | 17/12/2011-29/12/2011            |
| Meles Zenawi                                                        | Ethiopia                             | Thủ tướng |                 | 20/08/2012                       |
| Norodom Sihanouk                                                    | Campuchia                            | Quốc vương |                 | 17/10/2012                       |
| Hugo Chavez                                                         | Venezuela                            | Tổng thống | 7               | 08/03/2013-14/03/2013            |
| Võ Nguyên Giáp                                                      | Việt Nam                             | Đại tướng QĐND, Phó Thủ tướng, Bộ trưởng Bộ Quốc phòng, Tổng Tư lệnh Quân đội Nhân dân Việt Nam                                                                                          | 2               | 12/10/2013-13/10/2013            |
| Nhà Sư Somdet Phra Nyanasamvara                                     | Thái Lan                             | Thượng Phụ Tối cao, Tăng Thống | 3               | 24/10/2013                       |
| Nelson Mandela                                                      | Nam Phi                              | Tổng thống | 3               | 06/12/2013-08/12/2013            |
| 4 quan chức cấp cao trong vụ rơi máy bay quân sự tại Lào 17.05.2014 | Lào                                  | Phó Thủ tướng kiêm Bộ trưởng Bộ Quốc phòng, Bộ trưởng Bộ an ninh, Đô trưởng thủ đô, Trưởng ban Tuyên huấn TW Đảng Nhân dân Cách mạng Lào                                                 | 2               | 18/05/2014-19/05/2014            |
| 298 hành khách trên chuyến bay MH17 ngày 17/07/2014                 | Hà Lan                               | dân thường thiệt mạng | 1               | 24/07/2014                       |
| 43 hành khách Malaysia trên chuyến bay MH17 ngày 17/07/2014         | Malaysia                             | dân thường thiệt mạng | 10              | 22/08/2014                       |
| 38 hành khách Úc trên chuyến bay MH17 ngày 17/07/2014               | Úc                                   | dân thường thiệt mạng | 1               | 07/08/2014                       |
| Lý Quang Diệu                                                       | Singapore                            | Thủ tướng, Bộ trưởng Cao cấp | 7               | 23/03/2015-29/03/2015            |
| Hơn 5000 người Thiệt mạng do trận động đất Nepal 25/04/2015         | Nepal                                | dân thường thiệt mạng | 3               | 29/04/2015                       |
| Rasid bin Mohammed bin Rashid Al Maktoum                            | Các Tiểu Vương quốc Ả Rập thống nhất | Thái tử Dubai | 3               | 19/09/2015-21/09/2015            |
| Các nạn nhân thiệt mạng vụ đánh bom thủ đô Ankara ngày 10/10/2015   | Thổ Nhĩ Kì                           | dân thường thiệt mạng | 3               | 12/10/2015                       |
| Bhumibol Adulyadej                                                  | Thái Lan                             | Quốc vương |                 | 14/10/2016                       |
| Fidel Castro                                                        | Cuba                                 | Thủ tướng, Chủ tịch Hội đồng nhà nước Cuba | 9               | 25/11/2016-04/12/2016            |
| Phan Văn Khải                                                       | Việt Nam                             | Thủ tướng Chính phủ | 2               | 20/03/2018-21/03/2018            |
| 110 hành khách Cuba trên chuyến bay CU972 ngày 18/05/2018           | Cuba                                 | dân thường thiệt mạng | 3               | 19/05/2018-21/05/2018            |
| John McCain                                                         | Hoa Kì                               | Thượng nghị sĩ | 1               | 31/08/2018                       |
| Trần Đại Quang                                                      | Việt Nam                             | Đại tướng CAND, Chủ tịch nước | 2               | 26/09/2018-27/09/2018            |
| Đỗ Mười                                                             | Việt Nam                             | Tổng bí thư, Chủ tịch Hội đồng Bộ trưởng (nay là Thủ tướng Chính phủ) | 2               | 06/10/2018-07/10/2018            |
| George H.W. Bush                                                    | Hoa Kì                               | Tổng thống | 3               | 03/12/2018-05/12/2018            |
| Lê Đức Anh                                                          | Việt Nam                             | Đại tướng QĐND, Chủ tịch nước, Bộ trưởng Bộ Quốc phòng | 1               | 03/05/2019-04/05/2019            |
| Lý Bằng                                                             | Trung Quốc                           | Thủ tướng | 1               | 29/07/2019                       |
| Jacques Chirac                                                      | Pháp                                 | Tổng thống | 1               | 30/09/2019                       |
| Hosni Mubarak                                                       | Ai Cập                               | Tổng thống | 3               | 26/02/2020-28/02/2020            |
| Lý Đăng Huy                                                         | Đài Loan                             | Tổng thống | 3               | 14/08/2020-16/08/2020            |
| Lê Khả Phiêu                                                        | Việt Nam                             | Tổng bí thư | 2               | 14/08/2020–15/08/2020            |
| Nakasone Yasuhiro                                                   | Nhật Bản                             | Thủ tướng | 1               | 17/10/2020                       |
| Diego Maradona                                                      | Argentina                            | Cầu thủ bóng đá | 3               | 26/11/2020-28/11/2020            |
| Philip                                                              | Anh                                  | Vương tế | 1               | 17/04/2021                       |
| Benigno Aquino III                                                  | Philippines                          | Tổng thống | 10              | 24/06/2021-03/07/2021            |
| Roh Tae-woo                                                         | Hàn Quốc                             | Tổng thống | 5               | 26/10/2021-30/10/2021            |
| Norodom Ranariddh                                                   | Campuchia                            | Hoàng thân, Thủ tướng | 1               | 08/12/2021                       |
| Hyon Chol-hae                                                       | Triều Tiên                           | Nguyên soái QĐND, Tổng cố vấn Bộ Quốc phòng | 1               | 22/05/2022                       |
| Fidel Ramos                                                         | Philippines                          | Tổng thống | 10              | 31/07/2022-09/08/2022            |
| Mikhail Sergeyevich Gorbachyov                                      | Nga                                  | Tổng thống Liên Xô, Tổng bí thư, Chủ tịch Đoàn Chủ tịch Xô Viết Tối Cao | 1               | 03/09/2022                       |
| Elizabeth II                                                        | Anh                                  | Nữ vương | 12              | 08/09/2022-19/09/2022            |
| Abe Shinzō                                                          | Nhật Bản                             | Thủ tướng | 1               | 27/09/2022                       |
| Vụ giẫm đạp Halloween tại Itaewon                                   | Hàn Quốc                             | dân thường thiệt mạng | 8               | 29/10/2022-05/11/2022            |
| Giang Trạch Dân                                                     | Trung Quốc                           | Tổng Bí thư, Chủ tịch nước | 6               | 01/12/2022-06/12/2022            |
| Pelé                                                                | Brasil                               | Cầu thủ bóng đá, Bộ trưởng Bộ Thể thao | 3               | 02/01/2023-04/01/2023            |
| Giáo hoàng Biển Đức XVI                                             | Vatican                              | Giáo hoàng | 1               | 05/01/2023                       |
| 72 người thiệt mạng trong vụ máy bay rơi ở Nepal                    | Nepal                                | dân thường thiệt mạng | 1               | 16/01/2023                       |
| Các nạn nhân thiệt mạng do trận Động đất Thổ Nhĩ Kỳ–Syria 2023      | Thổ Nhĩ Kì, Syria                    | dân thường thiệt mạng | 7               | 07/02/2023-13/02/2023            |
| Silvio Berlusconi                                                   | Ý                                    | Thủ tướng | 1               | 14/06/2023                       |
| Giorgio Napolitano                                                  | Ý                                    | Tổng thống | 5               | 22/09/2023-26/09/2023            |
| Lý Khắc Cường                                                       | Trung Quốc                           | Thủ tướng | 1               | 02/11/2023                       |
| 130 người thiệt mạng trong đám cháy rừng ở Chile                    | Chile                                | dân thường thiệt mạng | 2               | 06/02/2024-07/02/2024            |
| Brian Mulroney                                                      | Canada                               | Thủ tướng | 1               | 23/03/2024                       |
| Ebrahim Raisi                                                       | Iran                                 | Tổng thống | 5               | 21/05/2024-26/05/2024            |
| Nguyễn Phú Trọng                                                    | Việt Nam                             | Tổng bí thư, Chủ tịch nước, Chủ tịch Quốc hội | 2               | 25/07/2024-26/07/2024            |
| Alberto Fujimori                                                    | Peru                                 | Tổng thống | 3               | 12/09/2024-14/09/2024            |
| Ngô Bang Quốc                                                       | Trung Quốc                           | Ủy viên trưởng Ủy viên Thường vụ Nhân Đại | 1               | 14/10/2024                       |
| Manmohan Singh                                                      | Ấn Độ                                | Thủ tướng | 1               | 28/12/2024                       |
| 179 người thiệt mạng trong vụ Chuyến bay 2216 của Jeju Air          | Hàn Quốc                             | dân thường thiệt mạng | 7               | 29/12/2024-04/01/2025            |
| Jimmy Carter                                                        | Hoa Kỳ                               | Tổng thống | 6               | 04/01/2025-09/01/2025            |
| Khamtay Siphandone                                                  | Lào                                  | Nguyên Ủy viên Bộ chính trị, Nguyên Chủ tịch nước | 6               | 03/04/2025-08/04/2025            |
| Trần Đức Lương                                                      | Việt Nam                             | Nguyên Ủy viên Bộ chính trị, Nguyên Chủ tịch nước | 2               | 24/05/2025-25/05/2025            |

- Nguyên Thủ tướng Chính phủ Võ Văn Kiệt mất ngày 11 tháng 06 năm 2008 và lễ quốc tang trong hai ngày 14/06/2008 và 15/06/2008.[cần dẫn nguồn]
- Nguyên Chủ tịch Hội đồng Nhà nước Việt Nam Võ Chí Công từ trần ngày 08/09/2011 và lễ quốc tang tổ chức trong 2 ngày từ 10/09/2011 đến ngày 11/09/2011
- Nhà lãnh đạo Bắc Triều Tiên Kim Jong-il mất vào ngày 17/12/2011 và lễ quốc tang kéo dài đến ngày 29/12/2011[4]
- Thủ tướng Ethiopia Meles Zenawi mất ngày 20 tháng 08 năm 2012.[cần dẫn nguồn]
- Đại tướng Võ Nguyên Giáp mất ngày 04/10/2013 và lễ quốc tang từ ngày 12/10/2013 đến 13/10/2013.[5]
- Lễ quốc tang ông Lý Quang Diệu, cựu Thủ tướng, Bộ trưởng Cấp Cao của Singapore dài 7 ngày từ 29/03/2015
- Lễ quốc tang Thái tử Dubai, hoàng tử Rasid bin Mohammed bin Rashid Al Maktoum (con trai của Thủ tướng kiêm Phó Tổng thống UAE) từ ngày 19/09/2015 đến 21/09/2015.[6]
- Cựu Chủ tịch Hội đồng Nhà nước Cuba Fidel Castro mất ngày 25 tháng 11 năm 2016. Quốc tang từ ngày 25/11/2016 đến ngày 04/12/2016
- Nguyên Thủ tướng Chính phủ Phan Văn Khải mất ngày 17 tháng 03 năm 2018 và lễ quốc tang tổ chức từ ngày 20/03/2018 đến ngày 21/03/2018
- Chủ tịch nước Việt Nam, Đại tướng Trần Đại Quang mất ngày 21 tháng 09 năm 2018. Quốc tang từ ngày 26/09/2018 đến ngày 27/09/2018
- Nguyên Tổng Bí thư Đỗ Mười mất ngày 01 tháng 10 năm 2018. Lễ quốc tang từ ngày 06/10/2018 đến ngày 07/10/2018
- Cựu Tổng thống Hoa Kỳ George H. W. Bush mất ngày 30 tháng 11 năm 2018. Quốc tang trong 03 ngày từ 03/12/2018 đến ngày 05/12/2018
- Nguyên Chủ tịch nước, Đại tướng Lê Đức Anh mất ngày 22 tháng 04 năm 2019. Quốc tang từ ngày 03/05/2019 đến ngày 04/05/2019
- Nguyên Tổng Bí thư, Thượng tướng Lê Khả Phiêu mất ngày 07 tháng 08 năm 2020. Quốc tang từ ngày 14/08/2020 đến ngày 15/08/2020
- Nguyên Chủ tịch nước Nguyễn Phú Trọng mất ngày 19 tháng 07 năm 2024. Quốc tang từ ngày 25/07/2024 đến ngày 26/07/2024
- Nguyên Chủ tịch nước Trần Đức Lương mất ngày 20 tháng 05 năm 2025. Quốc tang từ ngày 24/05/2025 đến ngày 25/05/2025